# Verretto
Verretto ist eine Gemeinde (comune) mit 362 Einwohnern (Stand 31. Dezember 2023) in der südwestlichen Lombardei im Norden Italiens in der Provinz Pavia. Die Gemeinde liegt etwa 17 Kilometer südsüdwestlich von Pavia in der Oltrepò Pavese. Der Coppa begrenzt die Gemeinde im Osten.